# Кей, Виллем
Виллем Адриенс Кей (нидерл. Willem Adriaensz Key; 1516, Бреда, Брабант — 5 июня 1568, Антверпен) — фламандский живописец эпохи Северного Возрождения.

## Биография
Ки родился в Брабанте (южные Нидерланды). В 1529 году он учился у Питера Кука ван Альста в Антверпене. Позднее вместе с Франсом Флорисом он брал уроки у Ламберта Ломбарда в Льеже. В 1540 году стал членом антверпенской Гильдии Святого Луки. Виллем Кей был состоятельным человеком, жил в большом собственном доме в центре города недалеко от биржи. Личность этого художника подробно описал известный историограф Карел ван Мандер в «Книге о художниках» (1604).
Виллем Кей известен прежде всего как живописец-портретист. Его работы высоко ценили современники. Кроме портретов он писал также картины на религиозные сюжеты. Виллем Кей хорошо зарабатывал на театрально поставленных групповых, так называемых «лестных портретах». В биографии ван Мандера упоминается несколько крупных произведений Кея, которые были сожжены во время иконоборческого движения в Нидерландах: бельденшторма ((нидерл. beeldenstorm — иконоборческой бури). В частности, он упоминает уничтоженный групповой портрет торговцев на алтаре Собора Богоматери в Антверпене.
Карел ван Мандер пересказал историю, что, пока Кей писал портрет Фернандо Альвареса де Толедо, герцога Альбы, он притворялся, что не понимает иностранную речь, и поэтому подслушал заговор против государственных деятелей Ламораля, графа Эгмонта и Филиппа де Монморанси, графа Горна. Когда этих людей казнили на главной площади Брюсселя 5 июня 1568 года, он был так расстроен, что умер в тот же день в Антверпене. Эта история была признана правдивой, хотя ван Мандер сомневался в её правдивости, и считал, что художник умер за несколько дней до этого. В любом случае, многие из его картин были уничтожены, а сегодня он наиболее известен своим портретом герцога Альбы, который копировался много раз. Сохранившаяся картина «Тайная вечеря», написанная для Гроте-Керк в Дордрехте, находится в местном музее в оригинальной раме с латинской надписью со словами из Евангелия от Луки: «И вот, рука предающего Меня со Мною за столом. Впрочем, Сын Человеческий идёт по предназначению; но горе тому человеку, которым Он предаётся! И они начали спрашивать друг друга, кто бы из них был, который это сделает» (Лк. 22:21—23).
Виллем Кей был женат на Йоханне Рейнс (Johanna Reyns), которая после его смерти снова вышла замуж за Мартена Петерса Второго, сына печатника Мартена Питерса. Дочь Виллема Кея Сюзанна вышла замуж за художника Гейбрехта Бейкелара. Учеником и помощником (но не родственником) Виллема Кея был живописец Адриан Томас Кей.
В санкт-петербургском Эрмитаже имеется одна картина Виллема Кея: Мужской портрет, но, вероятнее, является работой его школы.

## Галерея
- Тайная вечеря. 1560. Дерево, масло. Муниципальный музей, Дордрехт (крайний справа – автопортрет художника)
- Портрет Фернандо Альвареса де Толедо, герцога Альба. Копия с оригинала В. Кея. Между 1550 и 1650. Дерево, масло. Стеделейк музей, Алкмар
- Портрет неизвестного. Ок. 1560. Дерево, масло. Национальный фонд, Великобритания
- Портрет кардинала Антуана Перрено де Гранвелы. 1561. Дерево, масло. Музей замка, Веймар
- Святой Иероним пишущий. Дерево, масло. Лувр, Париж
- Школа В. Кея. Венера и купидон. 1540. Дерево, масло. Художественная галерея, Виннипег, Канада